# تشارلز جوزيف لامبرت
تشارلز جوزيف لامبرت (بالفرنسية: Charles Joseph Lambert)‏ هو مهندس فرنسي، ولد في 2 مايو 1804 في فالنسيان في فرنسا، وتوفي في 13 فبراير 1864 في باريس في فرنسا.